# مطار بلغراد نيكولا تسلا
مطار بلغراد نيكولا تسلا (بالصربية : Аеродром Београд Никола Тесла) (إياتا:  BEG، إيكاو: LYBE) هو مطار دولي يقع في بلغراد عاصمة جمهورية صربيا شيد المطار سنة 1910 زمن الدولة العثمانية وكان في الأول كمدرج لهبوط الطيران العسكري العثماني أيام الحرب العالمية الاولى وتعرض للتدمير وأعيد بناؤه سنة 1923 وفي سنة 1941 قامت القوات النازية الألمانية باحتلاله واستعماله في عملياتها العسكرية في الحرب العالمية الثانية فتعرض للقصف من قبل الحلفاء وأعيد تحريره سنة 1944 من قبل الخلفاء ولكن مدمر بشكل كلي ليعاد بناءه سنة 1947 من قبل الحكومة اليوغسلافية.

## الوجهات
يقوم برحلات إلى كل الدول الأوروبية وإلى موسكو وشمال افريقيا وتركيا.

## شركات الطيران والوجهات

### الركاب
تقوم شركات الطيران التالية بتشغيل رحلات منتظمة وموسمية وعارضة اعتبارًا من يونيو 2023:
| شركـات طيـران                   | الوجهات |
| ------------------------------- | --- |
| طيران إيجيان                    | مطار أثينا الدولي موسمي: Heraklion، Rhodes |
| إير كايرو                       | مطار الغردقة الدولي |
| Air Montenegro                  | مطار بودغوريتسا الدولي، Tivat |
| طيران صربيا                     | مطار سخيبول أمستردام، مطار إيسنبوغا الدولي، مطار أثينا الدولي، Banja Luka ‏، مطار برشلونة الدولي، مطار برلين براندنبرغ، مطار بولونيا، مطار بروكسل الدولي، مطار هنري كواندا الدولي، مطار بودابست فرانز ليست الدولي، مطار القاهرة الدولي، مطار كاتانيا-فونتاناروسا، مطار أوهير الدولي، مطار كولونيا بون الدولي، مطار كوبنهاغن، مطار دوسلدورف الدولي، Florence، مطار فرانكفورت، Gothenburg، مطار هامبورغ، مطار هانوفر لانغنهاغن، مطار إسطنبول الدولي، مطار عدنان مندريس، Kazan، مطار كراكوف، مطار لارنكا الدولي، مطار لشبونة، مطار ليوبليانا الدولي، مطار لندن هيثرو، مطار ليون سانت إكسوبيري، مطار مدريد باراخاس الدولي، مطار مالقة الدولي، مطار مالطا الدولي، مطار مارسيليا، مطار مالبينسا، مطار شيريميتييفو الدولي، مطار نابولي، مطار جون إف كينيدي الدولي، مطار نيش قسطنطين الأكبر، مطار نورمبرغ، مطار أوسلو-غاردرموين، مطار باليرمو الدولي، مطار باريس شارل ديغول، مطار بودغوريتسا الدولي، مطار فاكلاف هافيل الدولي، مطار ليوناردو دا فينشي، مطار بولكوفو، مطار سراييفو الدولي، مطار سكوبية الدولي، مطار سوتشي الدولي، مطار صوفيا، مطار ستوكهولم أرلاندا، مطار شتوتغارت الدولي، مطار بن غوريون الدولي، Thessaloniki، مطار تيانجين الدولي، مطار تيرانا الدولي، Tivat، مطار بلنسية، مطار البندقية ماركو بولو، مطار فيينا الدولي، مطار زغرب، مطار زيورخ الدولي موسمي: مطار باري كارل فويتيالا ‏، مطار خانية الدولي ‏، Corfu، مطار دوبروفنيك، Heraklion، Ohrid (تستأنف 19 يونيو 2023)، مطار ميورقة، Pula، Rhodes، مطار رييكا، مطار سالزبورغ، مطار سبليت، Varna، مطار زادار موسمي عارض: مطار أنطاليا، مطار ميلاس بودروم، مطار دالامان، مطار غازي باشا، مطار الغردقة الدولي، Kefalonia، Kos، مطار مرسى مطروح الدولي، مطار الحبيب بورقيبة الدولي، Preveza، Samos، مطار سكياثوس الدولي، مطار شرم الشيخ الدولي، مطار زاكينثوس الدولي ‏ |
| طيران البلطيق                   | موسمي: مطار ريغا الدولي |
| الأناضول جت                     | مطار إيسنبوغا الدولي، مطار عدنان مندريس |
| خطوط أركيا                      | مطار بن غوريون الدولي |
| الخطوط الجوية النمساوية         | مطار فيينا الدولي |
| إيزي جيت                        | مطار جنيف الدولي |
| يورو وينجز                      | موسمي: مطار دوسلدورف الدولي، مطار شتوتغارت الدولي |
| فلاي دبي                        | مطار دبي الدولي |
| خطوط هاينان الجوية              | مطار بكين العاصمة الدولي |
| طيران الجزيرة                   | موسمي: مطار الكويت الدولي |
| الخطوط الجوية الملكية الهولندية | مطار سخيبول أمستردام |
| خطوط لوت الجوية البولندية       | مطار وارسو فريدريك شوبان |
| لوفتهانزا                       | مطار فرانكفورت، مطار ميونخ الدولي |
| لوكس إير                        | مطار لوكسمبورغ |
| آير شاتل النرويجية              | مطار أوسلو-غاردرموين، مطار ستوكهولم أرلاندا |
| الطيران الجديد تونس             | موسمي عارض: مطار جربة جرجيس الدولي، مطار الحبيب بورقيبة الدولي |
| خطوط بيغاسوس                    | مطار صبيحة كوكجن الدولي |
| الخطوط الجوية القطرية           | مطار حمد الدولي |
| الخطوط الجوية الدولية السويسرية | مطار زيورخ الدولي |
| تاروم                           | مطار هنري كواندا الدولي |
| الخطوط الجوية التركية           | مطار إسطنبول الدولي |
| ويز للطيران                     | مطار أبو ظبي الدولي، مطار برشلونة الدولي، مطار بازل ميلوز فريبورغ الأوروبي، مطار بوفيه - تيه، مطار أوريو أل سيريو (تبدأ في 26 سبتمبر 2023)، مطار برلين براندنبرغ (تبدأ في 17 يوليو 2023)، مطار كوبنهاغن (تبدأ في 17 يوليو 2023)، مطار دورتموند، مطار آيندهوفن، Gothenburg، مطار هامبورغ، مطار كارلسروه/بادن-بادن، مطار لارنكا الدولي، مطار لشبونة (تبدأ في 18 يوليو 2023)، مطار لندن لوتن، Malmö، مطار مالطا الدولي، مطار ميمينجين، مطار نيس كوت دازور، مطار روما شيامبينو، Stockholm–Skavsta موسمي: Heraklion، مطار زاكينثوس الدولي ‏ (تبدأ في 27 يونيو 2023) |

### الشحن
| شركـات طيـران         | الوجهات                          |
| --------------------- | -------------------------------- |
| Cargoair              | مطار لينتس                       |
| دي إتش إل للطيران     | مطار لايبزيغ هاله، مطار مالبينسا |
| الخطوط الجوية التركية | مطار إسطنبول الدولي              |

## الإحصائيات
شاهد source Wikidata query and sources.

### عدد الركاب
| السنة   | الركاب                      | التغير    | الشحن (طن) | التغير    | عدد الرحلات | التغير    |
| ------- | --------------------------- | --------- | ---------- | --------- | ----------- | --------- |
| 2002    | 1,621,798                   |           | 6,827      |           | 28,872      |           |
| 2003    | 1,849,148                   | ▲14%      | 6,532      | ▼4%       | 32,484      | ▲13%      |
| 2004    | 2,045,282                   | ▲11%      | 8,946      | ▲37%      | 36,416      | ▲12%      |
| 2005    | 2,032,357                   | ▼1%       | 7,728      | ▼14%      | 37,614      | ▲3%       |
| 2006    | 2,222,445                   | ▲9%       | 8,200      | ▲6%       | 42,360      | ▲13%      |
| 2007    | 2,512,890                   | ▲13%      | 7,926      | ▼3%       | 43,448      | ▲3%       |
| 2008    | 2,650,048                   | ▲5%       | 8,129      | ▲3%       | 44,454      | ▲2%       |
| 2009    | 2,384,077                   | ▼10%      | 6,690      | ▼18%      | 40,664      | ▼8%       |
| 2010    | 2,698,730                   | ▲13%      | 7,427      | ▲11%      | 44,160      | ▲9%       |
| 2011    | 3,124,633                   | ▲16%      | 8,025      | ▲8%       | 44,923      | ▲2%       |
| 2012    | 3,363,919                   | ▲8%       | 7,253      | ▼10%      | 44,990      | ▲0%       |
| 2013    | 3,543,194                   | ▲5%       | 7,679      | ▲6%       | 46,828      | ▲4%       |
| 2014    | 4,638,577                   | ▲31%      | 10,222     | ▲33%      | 58,695      | ▲25%      |
| 2015    | 4,776,110                   | ▲3%       | 13,091     | ▲28%      | 58,506      | ▲0%       |
| 2016    | 4,924,992                   | ▲3%       | 13,939     | ▲7%       | 58,633      | ▲0%       |
| 2017    | 5,343,420                   | ▲9%       | 22,350     | ▲42%      | 58,859      | ▲0%       |
| 2018    | 5,641,105                   | ▲6%       | 25,543     | ▲29,3%    | 67,460      | ▲3,8%     |
| 2019    | 6,159,000                   | ▲9.2%     | غير متوفر  | غير متوفر | 70,365      | ▲4,3%     |
| 2020    | 1,904,025                   | ▼69.1%    | غير متوفر  | غير متوفر | 34,452      | ▼51.2%    |
| 2021    | 3,286,000                   | ▲73%      | غير متوفر  | غير متوفر | 48,842      | ▲45%      |
| 2022    | 5,611,920                   | ▲71%      | غير متوفر  | غير متوفر | 65,644      | ▲34%      |
| 2023    | 2,542,353 (يناير-مايو 2023) | غير متوفر | غير متوفر  | غير متوفر | غير متوفر   | غير متوفر |
| المصدر: |                             |           |            |           |             |           |

### الوجهات المزدحمة
| المدينة    | المطار                                          | الرحلات الأسبوعية (شتاء 2021/2022) | الناقل                                           |
| ---------- | ----------------------------------------------- | ---------------------------------- | ------------------------------------------------ |
| بودغوريتسا | مطار بودغوريتسا الدولي                          | 41                                 | طيران صربيا، Air Montenegro                      |
| تيفات      | Tivat Airport                                   | 26                                 | طيران صربيا، Air Montenegro                      |
| زيورخ      | مطار زيورخ الدولي                               | 24                                 | طيران صربيا، الخطوط الجوية الدولية السويسرية     |
| إسطنبول    | مطار إسطنبول الدولي، مطار صبيحة كوكجن الدولي    | 21                                 | طيران صربيا، الخطوط الجوية التركية، خطوط بيغاسوس |
| فيينا      | مطار فيينا الدولي                               | 18                                 | طيران صربيا، الخطوط الجوية النمساوية             |
| موسكو      | مطار شيريميتييفو الدولي، مطار دوموديدوفو الدولي | 16                                 | طيران صربيا، إيروفلوت، Nordwind Airlines         |
| أمستردام   | مطار سخيبول أمستردام                            | 14                                 | طيران صربيا، الخطوط الجوية الملكية الهولندية     |
| فرانكفورت  | مطار فرانكفورت                                  | 13                                 | طيران صربيا، لوفتهانزا                           |
| دبي        | مطار دبي الدولي                                 | 10                                 | فلاي دبي                                         |
| ميونخ      | مطار ميونخ الدولي                               | 8                                  | لوفتهانزا                                        |